# 이헤야섬

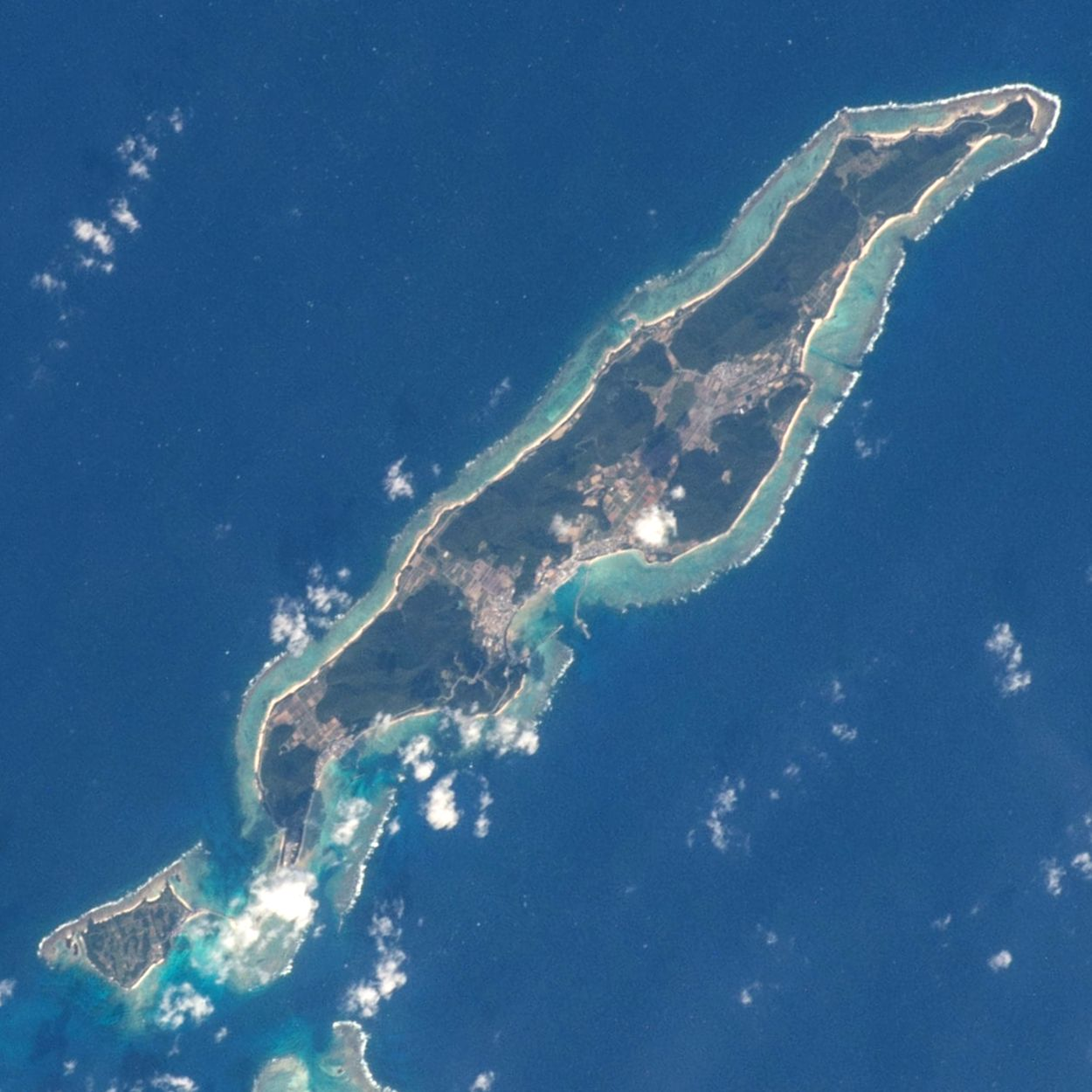
이헤야섬

이헤야섬(伊平屋島 이헤야지마[*])은 일본 난세이 제도 오키나와 본섬 북서부의 이헤야이제나 제도에 속하는 섬이다. 오키나와현 시마지리군 이헤야촌의 주 섬이다.

## 같이 보기
- 오키나와 제도
- 오키나와현